# Adolf Karl Ludwig Claus
Adolf Karl Ludwig Claus (Kassel, 6 giugno 1838 – Gut Horheim, 4 maggio 1900) è stato un chimico tedesco.
Allievo di Friedrich Wöhler ed insegnante a Friburgo in Brisgovia dal 1875, gli si devono ricerche su chinoline e alifatici. Contrastò apertamente Friedrich August Kekulé, sostenendo una diversa struttura del benzene, nota appunto come "benzene di Claus".